# روندنما

فلوچارت مقاله‌سازی در ویکی‌پدیا

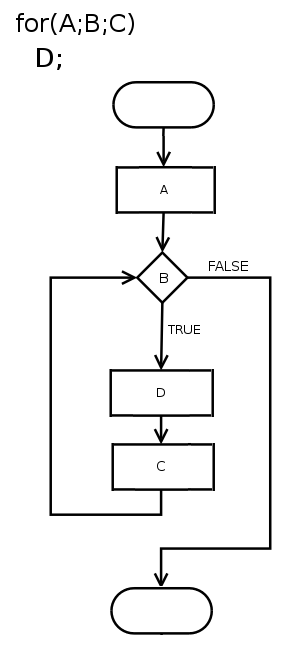
فلوچارت یک حلقه فور

رَوَندنما یا فلوچارت (به انگلیسی: Flowchart) نوعی نمودار است که گردش کار یا فرایند انجام کاری را نمایش می‌دهد.

## کاربرد روندنما
فلوچارت در واقع نقشه‌ای است که برنامه‌نویسان رایانه قبل از نوشتن برنامه به زبان برنامه‌نویسی اصلی آن را ترسیم می‌کنند. با مروری بر فلوچارت، روند اجرای عملیات، مراحل و جزئیات برنامه و ورودی و خروجی هر مرحله از برنامه مشخص می‌شود. استفاده از فلوچارت جهت حل هر مسئله‌ای مفید است و بدون در نظر گرفتن زبان برنامه‌نویسی، نوشتن برنامه را سهولت می‌بخشد. علاوه بر این فلوچارت جزئی باارزش از مستندات هر برنامه می‌باشد که با کمک آن تفسیر برنامه، عیب‌یابی و استفاده توسط شخصی به جز برنامه‌نویس را آسان می‌کند. برای رسم فلوچارت آگاهی و تسلط بر مراحل مورد نیاز و ترتیب آنها جهت به‌دست آوردن نتیجه مورد نظر با استفاده از داده‌های ورودی به الگوریتمی که فلوچارت برای آن کشیده می‌شود، لازم است.

## انواع
استرنکرت در سال ۲۰۰۳ میل‍ادی این‌نکته را مطرح کرد که فلوچارت‌ها از دیدگاه گروه‌های مختلف کاربران، به‌طور مثال، کارمندان، مدیران یا تحلیل‌گَران، ممکن است متفاوت باشند و به همین دلیل ۴ دستهٔ کلی وجود دارد:
- فلوچارت مستندات
- فلوچارت داده‌ها
- فلوچارت سامانه‌ها
- فلوچارت برنامه‌ها

اگرچه دسته‌بندی‌های بسیار زیادی برای انواع فلوچارت‌ها وجود دارد.

## ساختار و نمادها
برای رسم فلوچارت از اشکال و نمادهای مشخصی استفاده می‌شود. هر مرحله از الگوریتم با یک نماد و پیکان‌ها منطق و روند الگوریتم را نشان می‌دهند. مراحل الگوریتم را به دسته‌های زیر تقسیم می‌کنیم:
| شکل | نام                     | توضیحات |
| --- | ----------------------- | --- |
|     | خط جریان                | یک پیکان، از نمادی به نماد دیگر؛ کنترل جریان فرایند را به جهت پیکان نشان می‌دهد. این خط می‌تواند پیوسته یا خط‌چین باشد. معنی یک خط‌چین ممکن است در فلوچارت‌های مختلف متفاوت باشد و به شرح آن فلوچارت بستگی دارد. |
|     | پایانه (آغاز و پایان)   | به‌صورت دایره، بیضی یا مستطیل انحنادار نشان داده می‌شود. این شکل‌ها معمول‍اً عبارات «شروع» یا «پایان» را دربر می‌گیرند و مفهوم ابتدا یا پایان یک فرایند را می‌رسانند؛ مثل‍اً پیام گرفتن ورودی‌ها یا دریافت محصول یا خروجی. |
|     | دستورات                 | به صورت مستطیل نمایش داده می‌شود. این شکل برای نمایش دستورات، انتسابات، و اجرای آن‌ها استفاده می‌شود. برای مثال «مقدار x را معادل ورودی دریافت شده قرار بده.» یا «k += ۲». |
|     | تصمیم‌گیری               | یک لوزی، برای نمایش شرط‌ها و تصمیم‌گیری به‌کار می‌رود. این شرط‌ها؛ معمول‍اً سوال‍ات بله/خیر یا صحیح/غلط (True/False) هستند. این حال‍ات شرطی، به وسیلهٔ دو پیکان به حال‍ات دستورات بعدی متصل می‌شوند. هرچند تعداد حال‍ات می‌تواند بیشتر از دو حالت باشد، اما معمول‍اً دو حالت صحیح یا غلط وجود در نظر گرفته می‌شود. برای مثال؛ «آیا x از ۱۲ بزرگ‌تر است؟» |
|     | ورودی و خروجی           | یک متوازی‌الأضلاع؛ برای نمایش دریافت ورودی‌ها یا نمایش خروجی‌ها استفاده می‌شود. برای مثال، «X را نمایش بده.» |
|     | حاشیه‌نویسی              | حاشیه‌نویسی برای نمایش نظرات یا نکات قابل توجه در کنار فلوچارت استفاده می‌شود. |
|     | دستورات از پیش تعیین‌شده | یک مستطیل با دو برش موازی و عمودی، برای نمایش قدم‌های پیچیدهٔ فرایند استفاده می‌شود که ممکن است در فلوچارت جداگانه‌ای تعریف شده‌باشند. |
|     | آماده‌سازی               | یک شش‌ضلعی، می‌تواند برای مقداردهی اولیه استفاده شود. همچنین این نماد ممکن است به جای نماد تصمیم‌گیری در حلقه‌های شرطی استفاده شود. |
|     | اتصال‌دهنده              | عموماً به شکل دایره نمایش داده می‌شود و نشان می‌دهد که کجا؛ جریان چندگانهٔ کنترل؛ در یک جریان همگرا خارج می‌شود. |
|     | اتصال‌دهنده              | مانند مثال بال‍ا عمل می‌کند؛ با این تفاوت که می‌تواند برای جای‌گذاری یک اتصال‌دهنده به صفحهٔ دیگر استفاده شود. |

## پیوندهای مرتبط
- آموزش فلوچارت
- آموزش الگوریتم